# Лахиялов, Шамиль Гаджиалиевич
Шами́ль Гаджиали́евич Лахия́лов (род. 28 октября 1979, Махачкала) — российский и азербайджанский футболист, нападающий.

## Биография
Родился 28 октября 1979 года в Махачкале. По национальности аварец. У Шамиля три брата и сестра: старший — Мурад (1976—2005) — лидер группировки «Джамаат Шариат», и младшие: Магомед (1984) — футболист, игравший в клубах низших дивизионов, позже — президент клуба «Легион-Динамо», и Рашид.
Женат, отец четверых детей — среди которых сыновья (Шамиля и Мухаммада), дочь (2012 г. р.).
В 2008 году совершил хадж, где встретил Курбана Бердыева.

## Карьера

### Клубная
Воспитанник РСДЮШОР № 2, Махачкала, начал карьеру в местном «Динамо». В сезоне 1998/99 выступал за бакинскую «Шафу» и одновременно за юношескую сборную Азербайджана (до 17 лет), играя под именем своего младшего брата Рашида, на следующий год вернулся в Махачкалу. В 2002 году провёл 5 матчей за дубль подмосковного «Сатурна».
В 2003 перешёл в состав принципиального соперника «Динамо» «Анжи». 17 октября 2005 года после матча «Динамо» — «Анжи» произошла драка между футболистами команд, которую спровоцировали Лахиялов и Сергей Сердюков. Лахиялова дисквалифицировали на три матча и завели против него уголовное дело. После перехода в 2007 году Лахиялова в «Терек» он был арестован в Саранске, так как давал подписку о невыезде. В декабре 2010 года покинул «Терек» по истечении контракта, отказавшись его продлевать.
14 января 2011 года на правах свободного агента подписал контракт с клубом «Краснодар». Однако в конце февраля того же года разорвал контракт с клубом и перешёл в «Анжи», за который вновь дебютировал 1 марта в кубковом матче против «Зенита». 2 сентября 2012 года гостевой матч 7-го тура против самарских «Крыльев Советов» стал 100-м в Премьер-лиге для Шамиля.
17 февраля 2013 года перешёл в клуб «Крылья Советов», выступал под 13-м номером. Контракт был рассчитан до конца сезона 2012/13, с возможностью продления на год. В июне 2013 года покинул клуб. В сентябре 2013 года, после того как не получил приглашение от кавказских клубов, принял решения завершить профессиональную карьеру и заняться детским футболом. «Анжи» по итогам сезона 2012/13 занял 3-е место в чемпионате и вышел в финал кубка России. Позднее, пресс-атташе «Анжи» Мурад Латипов передал Лахиялову бронзовые и серебряные медали.
23 февраля 2023 года под конец зимнего трансферного окна стало известно, что «Легион» заявил президента команды Шамиля Лахиялова, не игравшего на протяжении почти 10 лет, как игрока, он сам заявил, что неправильный подход РФС к развитию молодых футболистов вынудил меня вернуться в футбол.

### В сборной
Сыграл несколько матчей в сборной Азербайджана до 17 лет. Выступал по документам младшего брата Рашида.

## Карьера функционера
После завершения игровой карьеры в 2015 году основал в Махачкале футбольный клуб «Легион-Динамо» и стал его президентом. 1 сентября 2021 года был отстранён на год от профессиональной деятельности решением КДК РФС за то, что во время матча против клуба «Машук-КМВ» он выкрикивал угрозы в адрес судьи.